# 意大利足球丙级联赛
義大利丙組足球聯賽（義大利語：Serie C，簡稱「意丙」），是意大利足球联赛系统的第 3 级别，亦是職業聯賽的最低级別。
2014/15赛季起，義大利足球丙一级联赛与義大利足球丙二级联赛合并为新的義大利職業足球联赛，联赛正式名称更换为義大利職業足球聯賽，并采用新的赛制。新联赛分为A、B、C三个小组，每个小组有20支球队。2017/18球季又改回義丙，共57支球隊，A、B、C每個小組有19支球隊。

## 历史
意大利職業足球聯賽及其前身意大利丙組足球聯賽历史上有多次重组改革，经历了从半职业联赛、到职业联赛的转变，也曾多次更换名称。
1959年，意大利足球联赛系统改革，由时任主席 Bruno Zauli 推动的改革方案对联赛系统做出调整。改革方案确定由意大利国家职业联赛（Lega Nazionale Professionisti，简称 Lega Calcio）组织职业化和全国性的比赛类别（包括意大利足球甲级联赛与意大利足球乙级联赛，以及意大利杯的比赛）。
由新成立的意大利国家半职业联赛（Lega Nazionale Semiprofessionisti）组织两个半职业和国家下一级的比赛，即当时的意大利職業足球聯賽与意大利足球丁级联赛。
1978年，半职业联赛被废止。意大利足球丁级联赛成为业余联赛，而丙级联赛被划分为丙一级联赛和丙二级联赛。新的丙二级联赛被看做是第四级别联赛。同时管理方意大利国家半职业联赛也更名为职业丙级联赛。
2008年，意大利足球丙一级联赛和丙二级联赛由 Serie C1、Serie C2 改名为 Lega Pro Prima Divisione（职业联赛一级）和 Lega Pro Seconda Divisione（职业联赛二级）。同时丙级联赛的正式名称亦更换为意大利足球职业联赛（Lega Italiana Calcio Professionistico）。
2012年，意大利職業足球聯賽宣布新的改革方案：自2014-15赛季起，职业联赛一级和二级合并，合并后的联赛正式名称为意大利足球职业联赛（Lega Pro）。职业一级、二级球队总数原为69支，合并之后的职业联赛只有60支球队，分为三组，每组20队。作为过渡，2013至2014赛季职业联赛一级与二级之间没有升降级，职业二级的球队将有18支降入业余性质的意大利足球丁级联赛。

## 当前赛季
2014年赛事改革后，原意大利足球丙一级联赛（Lega Pro Prima Divisione）和意大利足球丙二级联赛（Lega Pro Seconda Divisione）合并为新的意大利職業足球聯賽。新的联赛由60支球队组成，根据地理位置的不同，球队被划分为三个小组，每组包含20支队伍。

## 賽制
每組有二十支球隊，以雙循環形式作賽。
意大利職業足球聯賽将会产生4支球队获得升至意大利足球乙级联赛的名额，其中每个小组的冠军直接升班，每組的第二至十名和意大利丙級聯賽盃冠軍（共二十八支球隊）會進行升班附加賽。
升班附加賽分為六輪（第一輪、第二輪、第三輪、半準決賽、準決賽、決賽），第一輪和第二輪以一場過決勝負，第三輪至第六輪採取主客兩回合形式進行。
每組的第五至十名（共十八支球隊）列入第一輪，第一輪的九個勝方會進入第二輪；
第二輪開始每組的第四名會加入（共十二支球隊），第二輪的六個勝方會進入第三輪；
第三輪開始每組的第三名、意大利丙級聯賽盃冠軍會加入（共十支球隊），第二輪的五個勝方會進入半準決賽；
第四輪開始每組的第二名會加入（共八支球隊），半準決賽的四個勝方會進入準決賽；
準決賽的兩個勝方會進入決賽，勝方將升至意大利足球乙级联赛。
将会有9支球队降级至意大利足球丁级联赛，其中每个小组的最后一名将被直接降级，每个小组的另外六个降级球队，将由各小组16至19名的球队（共十二支球隊）进行主客兩回合淘汰赛决定。

## 历届冠军
| Serie C - 1935–36 – Venezia、克雷莫納、Spezia、 - 1936–37 – Padova、Vigevano、Sanremese、Anconitana、Taranto - 1937–38 – 、Fanfulla Lodi、Casale、Siena、 - 1938–39 – Brescia、 - 1939–40 – 、Vicenza、Maceratese - 1940–41 – Prato、Fiumana - 1941–42 – 克雷莫納、Juventina Palermo - 1942–43 – Varese、Pro Gorizia - 1943–45 – 因第二次世界大战导致中断 - 1945–46 – Mestrina、Prato、佩魯賈、Alba Ala Roma、Benevento、萊切、Leone Palermo - 1946–47 – Magenta、Vita Nova P.S. Pietro、Bolzano、Centese、诺切里纳 - 1947–48 – 18个地区联赛各自进行，未产生晋级球队，也未产生实际意义上的冠军。 - 1948–49 – Fanfulla Lodi、Prato、阿韋利諾 - 1949–50 – Seregno、Treviso、Anconitana、Messina - 1950–51 – 、Marzotto Valdagno、Piombino、 - 1951–52 – Cagliari - 1952–53 – Pavia - 1953–54 – 帕爾馬 - 1954–55 – 巴里 - 1955–56 – Venezia - 1956–57 – Prato - 1957–58 – - 1958–59 – OZO Mantova、 - 1959–60 – Pro Patria、Prato、Foggia - 1960–61 – 摩德纳、Lucchese、Cosenza - 1961–62 – Triestina、Cagliari、Foggia - 1962–63 – Varese、Prato、Potenza | - 1963–64 – 、Trani - 1964–65 – 、Pisa、Reggina - 1965–66 – Savona、阿雷素、 - 1966–67 – 、佩魯賈、巴里 - 1967–68 – 、Cesena、特尔纳纳 - 1968–69 – 皮亚琴察、阿雷素、Casertana - 1969–70 – 、Massese、Casertana - 1970–71 – 、熱那亞、索倫托 - 1971–72 – 萊科、阿斯科利、Brindisi - 1972–73 – 帕爾馬、阿韋利諾 - 1973–74 – 阿歷山迪亞、Sambenedettese、佩斯卡拉 - 1974–75 – 皮亚琴察、摩德纳、 - 1975–76 – 、里米尼、萊切 - 1976–77 – 克雷莫納、皮斯托亞人、巴里 - 1977–78 – 、诺切里纳 Lega Pro - 2014–15 – 、泰拉莫被剝奪冠軍頭銜，冠軍授予阿斯科利、沙蘭力坦拿 - 2015–16 – 薛達迪拿、史帕爾、 - 2016–17 – 克雷莫納、威尼斯、霍治亞 Serie C - 2017–18 – 、帕多瓦、莱切 - 2018–19 – 恩特拉、波代諾內、 - 2019–20 – 、 - 2020–21 – 、佩魯賈、特尔纳纳 - 2021–22 – 、摩德纳、巴里 - 2022–23 – 、 |  |

## 參賽球隊（2023/24）
| A組（北）                      | 23/24球季成績                    |
| ------------------------------ | -------------------------------- |
| （Feralpisalò）                | 第 19 位（降级）                 |
| 莱科（Calcio Lecco 1912）      | 第 20 位（降级）                 |
| 曼托瓦（Mantova）              | 第 1 位（晉級）                  |
| 帕多瓦（Padova）               | 第 2 位（全國附加賽第二回負方）  |
| 维琴察（Vicenza）              | 第 3 位（全國附加賽決賽負方）    |
| （Triestina）                  | 第 4 位（全國附加賽第一回負方）  |
| 亞特蘭大U23（Atalanta BC U23） | 第 5 位（全國附加賽第一回負方）  |
| 莱尼亚戈萨卢斯（Legnago）      | 第 6 位（分組附加賽第二回負方）  |
| 吉安纳（Giana Erminio）        | 第 7 位（分組附加賽第二回負方）  |
| （Pro Vercelli）               | 第 8 位（分組附加賽第一回負方）  |
| 隆美辛尼（Lumezzane）          | 第 9 位（分組附加賽第一回負方）  |
| 特倫托（Trento）               | 第 10 位（分組附加賽第一回負方） |
| 維德思維羅納（Virtus Verona）  | 第 11 位                         |
| 柏迪亞（Pro Patria）           | 第 12 位                         |
| （AlbinoLeffe）                | 第 13 位                         |
| 帕格特斯（Pergolettese）       | 第 14 位                         |
| 雷納泰（Renate）               | 第 15 位                         |
| 阿爾齊尼亞諾（Arzignano）      | 第 16 位                         |
| （Novara）                     | 第 17 位（護級附加賽勝方）       |
| 菲奧倫佐拉（Fiorenzuola）      | 第 18 位（護級附加賽負方，降級） |
| 賽斯托（Pro Sesto）            | 第 19 位（降級）                 |
| 阿歷山迪亞（Alessandria）      | 第 20 位（降級）                 |

| B組（中）                        | 23/24球季成績                       |
| -------------------------------- | ----------------------------------- |
| 特尔纳纳（Ternana Calcio）       | 第 16 位（護级附加赛負方，降级）    |
| 阿斯科利（Ascoli Calcio 1898）   | 第 18 位（降级）                    |
| 切塞納（Cesena）                 | 第 1 位（晉級）                     |
| （Torres）                       | 第 2 位（全國附加賽第二回負方）     |
| 卡拉雷（Carrarese）              | 第 3 位（全國附加賽決賽勝方，晉級） |
| 佩魯賈（Perugia）                | 第 4 位（全國附加賽第一回負方）     |
| 古比奥（Gubbio）                 | 第 5 位（分組附加賽第一回負方）     |
| 佩斯卡拉（Pescara）              | 第 6 位（分組附加賽第二回負方）     |
| 新生代（Juventus Next Gen）      | 第 7 位（全國附加賽第二回負方）     |
| （Arezzo）                       | 第 8 位（分組附加賽第一回負方）     |
| 彭特德拉（Pontedera）            | 第 9 位（分組附加賽第一回負方）     |
| 里米尼（Rimini）                 | 第 10 位（分組附加賽第二回負方）    |
| 史帕爾（SPAL）                   | 第 11 位                            |
| （Lucchese）                     | 第 12 位                            |
| 恩特拉（Virtus Entella）         | 第 13 位                            |
| 皮內托（Pineto）                 | 第 14 位                            |
| 塞斯特里莱万泰（Sestri Levante） | 第 15 位                            |
| 安科納（Ancona）                 | 第 16 位                            |
| 佩沙羅（Vis Pesaro dal）         | 第 17 位（護級附加賽勝方）          |
| 雷卡纳蒂（Recanatese）           | 第 18 位（護級附加賽負方，降級）    |
| 費爾馬納（Fermana）              | 第 19 位（降級）                    |
| 奧爾比亞卡（Olbia）              | 第 20 位（降級）                    |